# Saint-Émilion
Saint-Émilion je obec ve Francii nedaleko Bordeaux známá především díky svým vinicím. Leží v regionu Akvitánie v departmentu Gironde asi 35 km severovýchodně od Bordeaux. Pro svoji historickou hodnotu je obec od roku 1999 zapsána na Seznamu světového dědictví UNESCO.

## Dějiny
Historie Saint-Émilionu sahá až do dávných dob. Římané zde založili vinice již v 2. století našeho letopočtu. Ve 4. století pak básník Ausonius, který pocházel z nepříliš vzdálené Burdigaly (nyní Bordeaux), oslavoval zdejší víno ve svých básních. Románské období zde zanechalo celou řadu úchvatných stavebních památek, díky jimž byl Saint-Émilion zapsán na Seznam světového dědictví.
Obec byla pojmenována po mnichu Émilionovi, který se zde v 8. století usadil v poustevně vytesané do skály. A byli to právě jeho řádoví následovníci, kteří ve středověku obnovili staré vinice a začali víno vyrábět a obchodovat s ním.

## Pamětihodnosti
- Románský kostel svaté Trojice

Monolitický kostel (Église monolithe) v Saint-Émilionu

- Monolitický kostel vytesaný do vápencového útesu
- Katakomby

## Víno

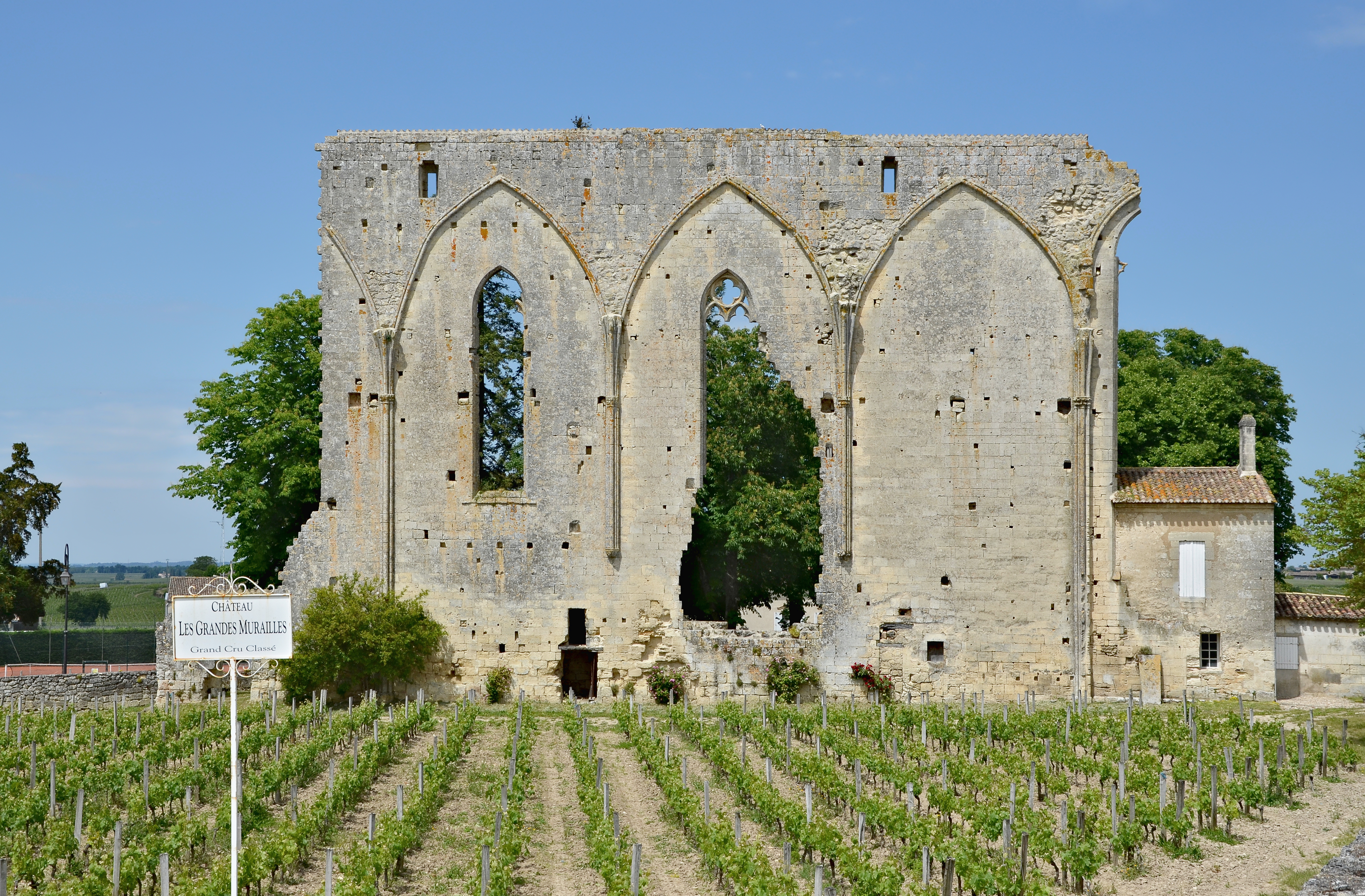
Château Les Grandes Murailles

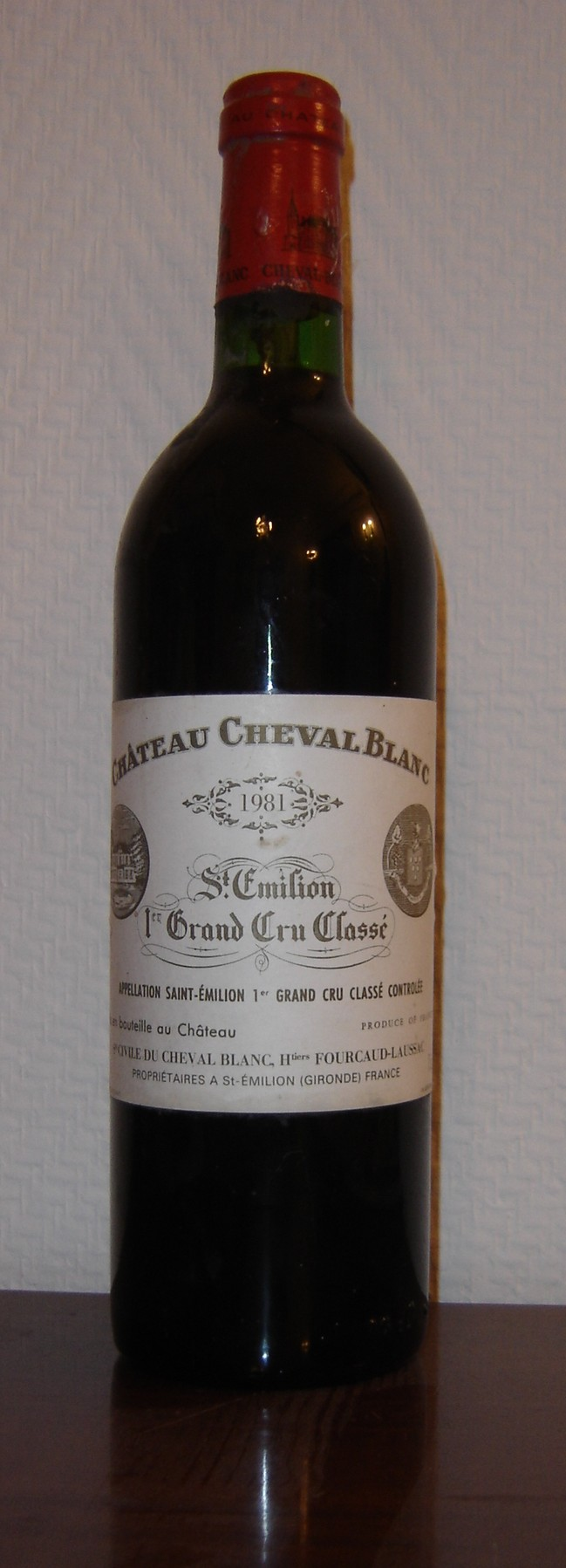
Château Cheval Blanc

Saint-Émilion patří společně s Médokem, Graves a Pomerolem k hlavním oblastem pěstování a výroby červeného vína v regionu Bordeaux. Zdejší oblast je mnohem menší než Médoc a sousedí s Pomerolem. Tak jako v Pomerolu a ostatních apelacích neboli oblastech kontrolovaného původu (AOC, Appellation d'origine contrôlée) na pravém břehu řeky Gironde jsou i zde hlavními druhy vinné révy Merlot a Cabernet Franc, k nimž se řadí poměrně malé plochy Cabernetu Sauvignon, který je naopak hlavním druhem révy v Médoku.
Vína z apelace Saint-Émilion nebyla v roce 1855 zařazena do Bordeauxské klasifikace vín. První formální klasifikace vín v AOC Saint-Émilion se uskutečnila v roce 1955. Na rozdíl od klasifikace vín z roku 1855 bývá pravidelně upravována.
Jediné dvě usedlosti z apelace Saint-Émilion, jejichž vína jsou v současné době klasifikována jako premier grand cru classé A, jsou Château Ausone a Château Cheval Blanc. Následuje 13 usedlostí s víny kategorie premier grand cru classé B a 47 usedlostí zařazených do kategorie grand cru classé. Mimoto se zde nachází značné množství vinic klasifikovaných jako grand cru.

### Klasifikované usedlosti apelace Saint-Émilion
Premier grand cru classé A
- Château Ausone
- Château Cheval Blanc

Premier grand cru classé B
- Château Angélus
- Château Beau-Séjour Bécot
- Château Beauséjour (Duffau-Lagarrosse)
- Château Belair
- Château Canon
- Château Figeac
- Château La Gaffelière
- Château Magdelaine
- Château Pavie
- Château Pavie-Macquin
- Château Troplong-Mondot
- Château Trottevieille
- Clos Fourtet

Grand cru classé
- Château Balestard-La-Tonnelle
- Château Bellefont-Belcier
- Château Bergat
- Château Berliquet
- Château Cadet-Piola
- Château Canon-La-Gaffelière
- Château Cap de Mourlin
- Château Chauvin
- Château Clos des Jacobins
- Château Corbin
- Château Corbin-Michotte
- Château Dassault
- Château Destieux
- Château Fleur-Cardinale
- Château Fonplégade
- Château Fonroque
- Château Franc Mayne
- Château Grand Corbin
- Château Grand Corbin-Despagne
- Château Grand-Mayne
- Château Grand-Pontet
- Château Haut-Corbin
- Château Haut Sarpe
- Château L'Arrosée
- Château La Clotte
- Château La Couspaude
- Château La Dominique
- Château La Serre
- Château La Tour-Figeac
- Château Laniote
- Château Larcis-Ducasse
- Château Larmande
- Château Laroque
- Château Laroze
- Château Le Prieuré
- Château Les Grandes Murailles
- Château Matras
- Château Monbousquet
- Château Moulin du Cadet
- Château Pavie-Decesse
- Château Ripeau
- Château Saint-Georges-Côte-Pavie
- Château Soutard
- Clos de l'Oratoire
- Clos Saint-Martin
- Couvent des Jacobins

## Vývoj počtu obyvatel
Počet obyvatel